# Rezolucija Vijeća sigurnosti UN-a 755
Rezolucijom Vijeća sigurnosti UN-a 755, usvojenom bez glasanja 20. svibnja 1992. godine, nakon razmatranja zahtjeva Republike Bosne i Hercegovine za članstvo u Ujedinjenim narodima, Vijeće je preporučilo Generalnoj skupštini da primi Bosnu i Hercegovinu. Preporuka je stigla usred raspada Jugoslavije.

## Vanjske poveznice
| Wikizvor | Engleski Wikizvor ima izvorni tekst na temu: United Nations Security Council Resolution 755 |

- Tekst Rezolucije na undocs.org